# Ломбардські війни
Ломбардські війни — низка конфліктів між Венеційською республікою та Міланським герцогством у боротьбі за гегемонію в Північній Італії, що тривали в 1423—1454 роках в рамках чотирьох окремих кампаній і спустошили економіку Ломбардії. Як союзники тієї чи іншої сторони в цих війнах брали участь майже усі держави Апенінського півострова, а також їх сусіди з-за Альп з Франції. Завершились підписанням компромісного Лодійського миру в 1454 році. Під час перебігу цих війн політична структура Італії була трансформована: із низки конкуруючих комун і міст-держав виникли п'ять основних італійських територіальних держав, які складатимуть карту Італії до кінця XV століття та початку італійських воєн на рубежі XVI століття. Це були Венеція, Мілан, Флоренція, Папська область і Неаполь. Інші важливі культурні центри Тоскани та Північної Італії — Сієна, Піза, Урбіно, Мантуя, Феррара політично маргіналізувалися.
Війни, які були як наслідком, так і причиною втручання Венеції в політику влади материкової Італії, призвели до того, що венеційська територія поширилася до берегів Адди та залучила решту Італії до змін союзів, але лише до незначних сутичок. Змінною противагою в балансі сил між Венецією та Міланом стала прихильність Флоренції, яка спочатку об'єдналася з Венецією проти зазіхань міланських Вісконті, а потім перейшла до союзу з Франческо Сфорца проти зростаючої територіальної загрози Венеції.
Лодійський мир, укладений у 1454 році, приніс в Північну Італію сорок років відносного миру, оскільки венеційські інтереси були перенесені на протистояння з Османською імперією та зосереджені в Східному Середземномор'ї. Після  Лодійського договору встановився баланс сил, що призвело до періоду стабільності, який тривав 40 років. Протягом цього часу між п'ятьма італійськими державами, іноді відомими як Італійська ліга, була взаємна обіцянка ненападу. Незважаючи на те, що між Міланом і Неаполем часто виникала напруга, мир тримався напрочуд добре до початку Італійської війни в 1494 році, коли Мілан закликав короля Франції висунути свої претензії на Неаполітанське королівство.

## Перша кампанія (1423—1426)

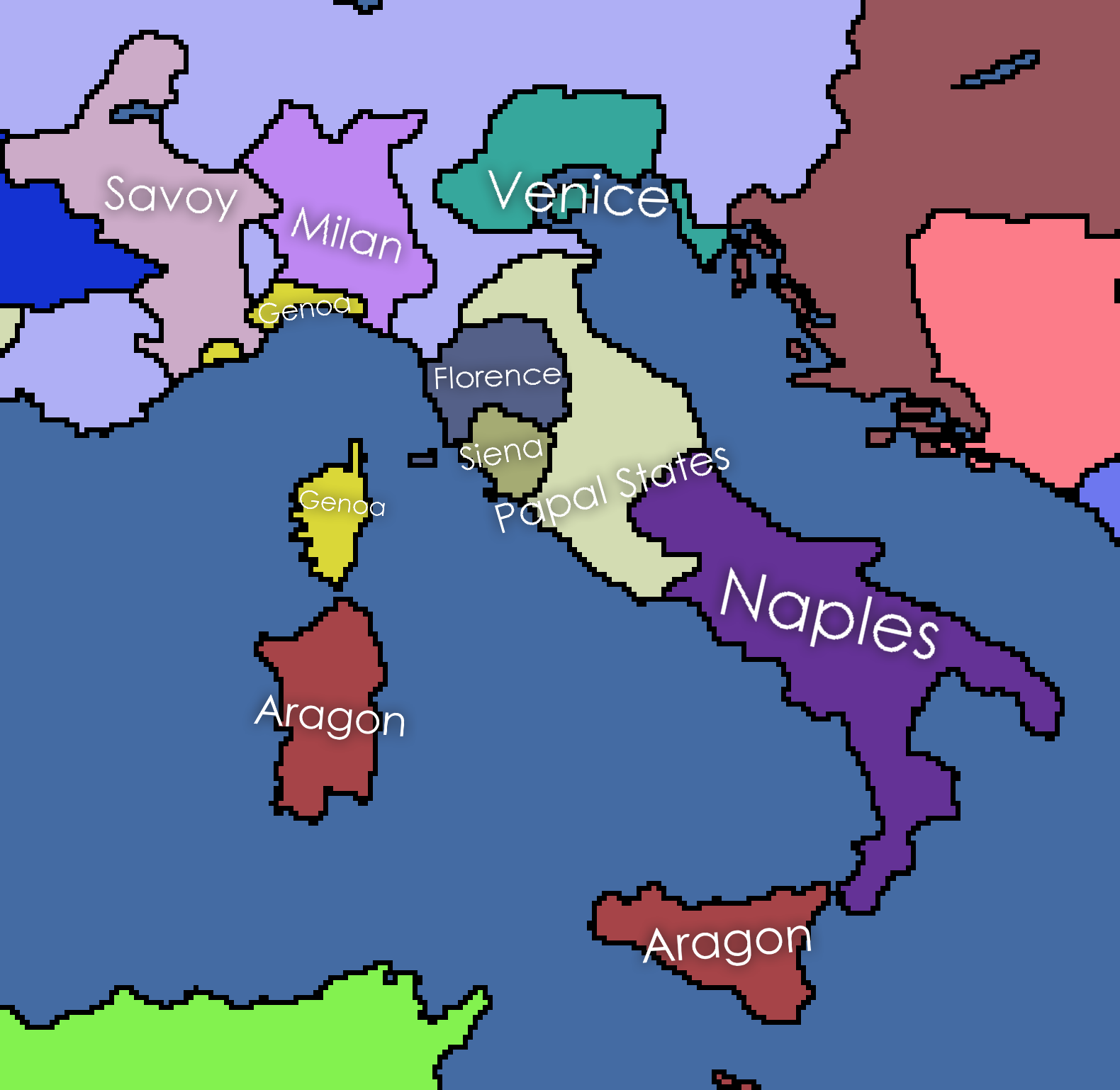
Італійський півострів до початку Ломбардських війн (1422)

Перша з чотирьох кампаній проти територіальних амбіцій герцога Міланського Філіппо Марії Вісконті була пов'язана зі смертю володаря Форлі Джорджо Орделаффі. Він призначив Вісконті опікуном свого дев'ятирічного спадкоємця Теобальдо II. Мати останнього, Лукреція дельї Алідозі, донька володаря Імоли, не погодилася і взяла регентство на себе. Форлійці збунтувалися і закликали в місто кондотьєра міланських Вісконті Аньоло делла Пергола (14 травня 1423 р.). Флоренція у відповідь оголосила війну Вісконті. Тому його капітан Пандольфо Малатеста увійшов до Романьї, щоб допомогти Алідозі з Імоли, але він зазнав поразки, і 14 лютого 1424 року місто здобули штурмом. Молодий Луїджі дельї Алідозі був відправлений у полон до Мілана, а через кілька днів володар Фаенци, Гвідантоніо Манфреді, приєднався до партії Вісконті. В липні 1424 року армія Флоренції, цього разу під командуванням Карло Малатеста, знову зазнала поразки в битві при Загонарі. Карло, взятий в полон, був звільнений Вісконті і теж приєднався до нього. У відповідь Флоренція найняла Нікколо Пічініно та Оддо да Монтоне, але їх також розбили у Валь-ді-Ламоне. Оддо був убитий, але Пічініно зміг переконати Гвідантоніо Манфреді оголосити війну проти Вісконті.
Після невдачі в Романьї Флоренція спробувала кинути виклик Вісконті з боку Лігурії, уклавши союз з арагонським Неаполітанським королівством. Проте як флот із 24 арагонських галер, посланий до Генуї, щоб перекинути її для боротьби з міланцями, так і сухопутна армія, не мали успіху. Тим часом Піччініно та інший кондотьєро Франческо Сфорца були найняті Вісконті, який також послав армію для вторгнення в Тоскану під керівництвом Гвідо Торелло. Згодом він розгромив флорентійську армію при Ангіарі та Фаджіуола.
У відповідь на військову катастрофу Флоренція 4 грудня 1425 року створила Лігу з Венеційською республікою. Згідно з угодою, війна мала продовжуватися спільними силами: завоювання в Ломбардії мали відійти Венеції, а в Романьї та Тоскані — Флоренції. Кондотьєр Карманьола був призначений генерал-капітаном Ліги. У наступні сезони бойових дій (1425—1426 рр.) Карманьола, нещодавно оплачуваний Вісконті, після тривалої облоги, під час якої масово використовувалася артилерія, 26 листопада 1426 року повернув Брешію, яку він сам нещодавно захопив для Вісконті. Тим часом венеційський флот на річці По під командуванням Франческо Бембо просунувся аж до Падуї, і флорентійці повернули собі всі свої землі в Тоскані. Вісконті, який уже поступився Форлі та Імолою Папі, щоб отримати його прихильність, закликав до посередництва. Завдяки втручанню папського легата Нікколо дельї Альбергаті 30 грудня 1426 року у Венеції підписали мир.
Вісконті повернув землі, окуповані Флоренцією в Лігурії, але повинен був відмовитися від області Верчеллі, завойованої Амадеєм VIII Савойським, і Брешії, яка відійшла до Венеції, і пообіцяти припинити зазіхання на Романью і Тоскану.

## Друга кампанія (1427—1428)
Мир тривав недовго. За порадою імператора Сигізмунда, Вісконті відмовився ратифікувати його, і в травні 1427 року знову війна спалахнула. Спочатку міланці здобули перемогу, взявши Казальмаджоре й обложивши Брешелло; посланий туди флот був підпалений венеційським флотом Бембо; однак Нікколо Піччініно зміг перемогти Карманьолу під Готтоленго 29 травня. Венеційський командир відтіснив його і завоював Казальмаджоре 12 липня, тоді як Орландо Паллавічіно, володар кількох замків поблизу Парми, повстав проти Вісконті, коли Амадей VIII і Іоанн Яків Монферратський вторглися в Ломбардію зі сходу.
Вісконті міг розраховувати на деяких з найкращих кондотьєрів того часу, таких як Сфорца, делла Пергола, Пічініно та Гвідо Торелло. Щоб протистояти їхнім взаємним ревнощам, він призначив верховним головнокомандувачем Карло Малатесту. Останній очолював міланців під Маклодіо (4 жовтня 1427 р.), був розгромлений венеційцями під керівництвом Карманьоли. Однак перемога була невирішальною, і Вісконті вдалося примиритися з Амадеєм, поступившись йому Верчеллі та одружившись з його дочкою, Марією Савойською. Однак, оскільки Сфорца зазнав поразки від деяких генуезьких вигнанців, а допомоги Сигізмунда бракувало, Вісконті звернувся за посередництвом до папи. За посередництва папи 18 квітня 1428 року у Феррарі підписали мир. У Бергамо та Кремі (1429) були розміщені венеційські подеста (губернатори), а також підтверджено венеційське володіння Брешією та її контадо (околицями). Флорентійці відновили втрачені ними фортеці, окрім Вольтерри, яка повстала проти нового порядку. Війська, надіслані для знищення цього міста під керівництвом Нікколо Фортебраччо, пізніше були направлені для вторгнення в Лукку, володар якої, Паоло Гуініджі, раніше був на боці Вісконті.

## Третя кампанія (1431—1433)
Третя війна (1431—1433) почалася, коли Вісконті взявся підтримувати лукканців проти Флоренції, надіславши до них Франческо Сфорца з 3000 вершниками. Проте флорентійці підкупили Сфорца сумою в 50 000 дукатів і продовжили облогу Лукки після того, як кондотьєр пішов. Закликаний обложеними на допомогу, Вісконті домігся того, щоб Флоренції оголосила війну Генуезька республіка. Подальша поразка на берегах Серкіо від їхнього командувача Гвідантоніо да Монтефельтро (2 грудня 1430 р.) спонукала флорентійців знову залучити допомогу Венеції та відновити свою Лігу, що втратила чинність, за підтримки нового Папи Римського, венеційця Євгенія IV. У відповідь Вісконті знову найняв Піччініно та Сфорца, які знову мали зустрітися з Карманьолою.
Військо Ліги вперше розбили під Сончіно (17 травня 1431 р.), тоді як Луїджі Колонна розбив венеційців у Кремоні, Крістофоро Лавелло відтіснив війська Монферрата, а Піччініно встановив міцні позиції в Тоскані. Іншим джерелом жаху для відродженої Ліги стало знищення флоту По під командуванням Нікколо Тревізані поблизу Павії (23 червня). У 1431 році Вісконті також отримав важливого союзника в особі Амадея VIII Савойського в обмін на допомогу проти Іоанна Якова Монферратського.
27 серпня 1431 року Венеція здобула морську перемогу над Генуєю в Сан-Фруттуозо, але на суші командувач венеційськими силами Карманьола поводився обережно і уникав вирішальної битви і це викликало підозри, що він міг бути підкуплений Вісконті, тоді як до останнього також приєднався Сигізмунд Люксембург, який увійшов до Італії, щоб отримати імператорську корону. Зрештою Карманьола був відсторонений, відкликаний Радою десяти і заарештований у березні 1432 року. Його засудили за державну зраду та обезголовили біля Палацу дожів. У листопаді 1432 року венеційська армія була розгромлена Піччініно в битві при Делебіо спільною армією Мілана та Вальтелліни, яка була захоплена Венецією в 1431 році.
Феррарський мир у травні 1433 року закріпив нестабільний статус-кво. Флорентійська війна з Луккою та її союзниками також призвела до повернення до попереднього статус-кво, але відсутність успіху лідера Вищої ліги значно втратила харизму: венеційський дож Франческо Фоскарі був на межі відставки, а Козімо Медічі був ув'язнений і ув'язнений у Падуї. Ще одним результатом мирної угоди стало зведення Монферратського маркграфства до сателіта Савойського герцогства.

## Четверта кампанія (1438—1441)
У так званій «четвертій війні» ширші питання були персоналізовані в боях між антагоністичними кондотьєрами: Гаттамелата, а пізніше Франческо Сфорца номінально воювали за Венецію, тоді як війська міланських Вісконті очолював Нікколо Піччініно, який пообіцяв папі Євгенію IV відвоювати для нього Марке. Але, типовим для того часу поворотом, коли він захопив Равенну та Болонью, він змусив ці міста визнати сюзеренітет Мілана.

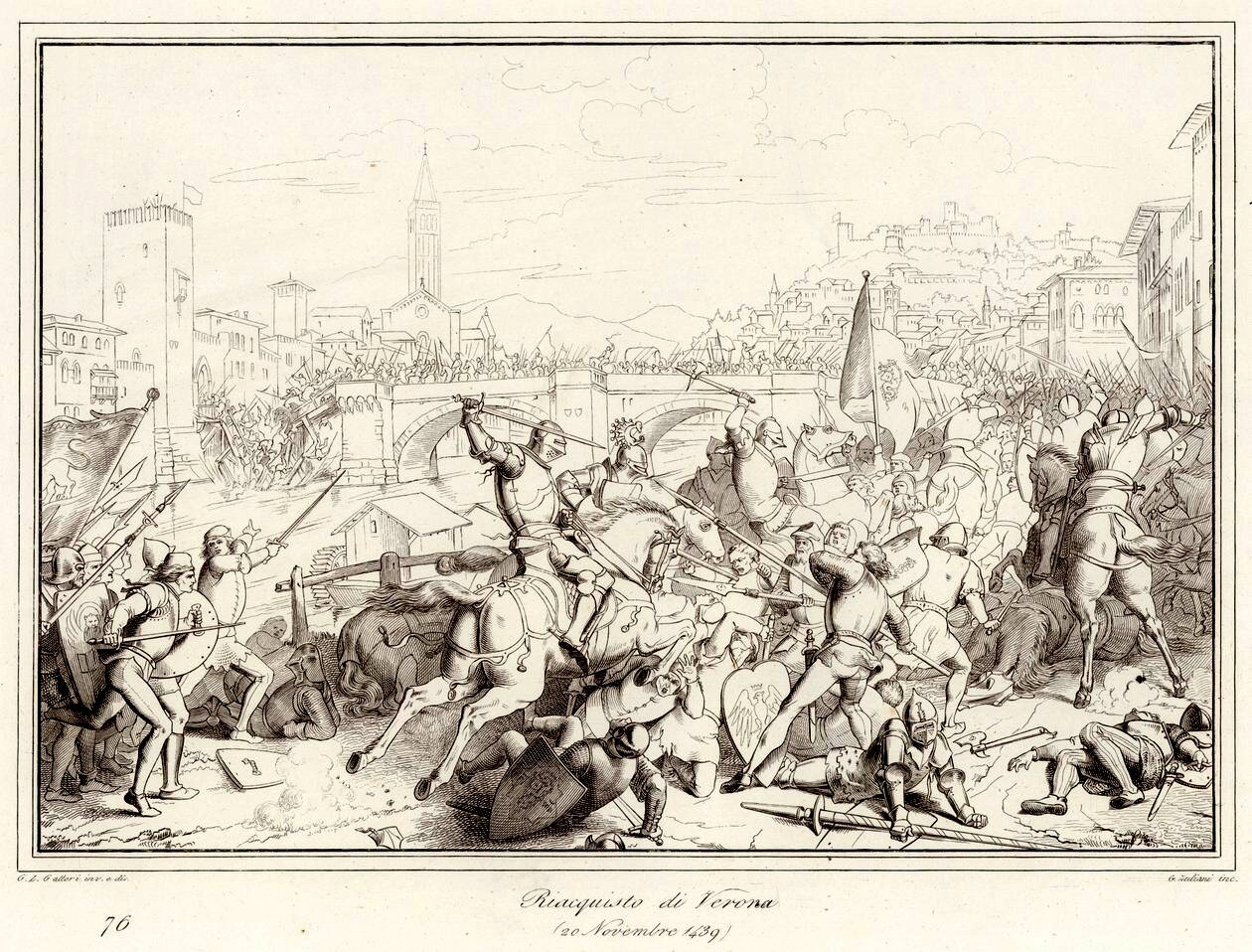
венеційське відвоювання Верони в 1439 році

Піччініно за підтримки Джан Франческо Гонзаги вторгся у ломбардські володіння Венеції. У вересні 1438 року він обложив Брешію і напав на Бергамо і Верону. У відповідь на це Венеція підписала союз із Флоренцією та Франческо Сфорца, включно з деякими відомими капітанами того часу, такими як Асторре II Манфреді та Нікколо III д'Есте, якому також було відновлено Полесіно в обмін на його підтримку.
Міланці неодноразово зазнавали поразок у Тоскані та під Сончіно (14 червня 1440 р.). Війна здавалася виграною для Венеції, і Сфорца відправився до Венеції, щоб отримати честь тріумфу. Однак Пічініно повернувся з Романьї в лютому 1441 року і розгромив гарнізон Сфорца в К'ярі. Сфорца обложив Мартіненго, але коли Пічініно відрізав у нього будь-яку можливість відступу, ситуація знову виглядала сприятливою для Мілана. Вважаючи, що перемога тепер у його руках, він попросив у Вісконті синьйорію П'яченци в обмін на неї. Натомість міланський лорд вважав за краще звернутися за угодою до Сфорца.
На полі Кавріана Сфорца виступив посередником між двома сторонами, здійснивши вчинок, за який Карманьола втратив голову. Кремонський мир, укладений 20 листопада 1441 року не призвів до великих територіальних змін: Венеція зберегла Равенну, Флоренція — долину Казентіно. Піччініно отримав землі Орландо Паллавічіно в біля Парми, а Філіппо Марія Вісконті визнав незалежність Генуезької республіки і знову пообіцяв припинити втручання в ситуацію в Тоскані та Романьї.

## П'ята кампанія (1452—1454)

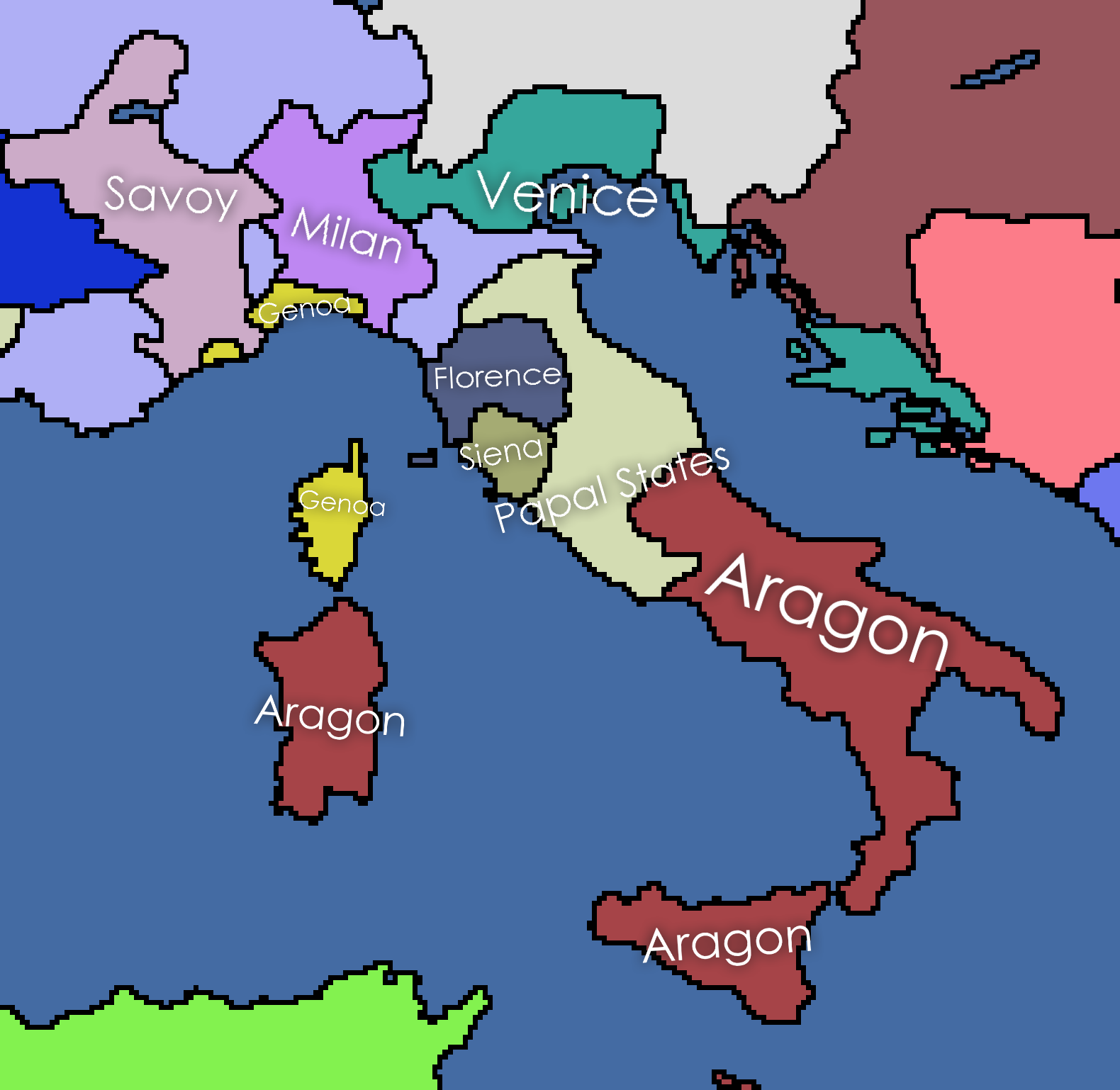
Італійський півострів після миру в Лоді (1455 р.)

Поза полями битв відбулися важливі династичні та політичні зміни: Франческо Сфорца вступив на службу до Вісконті та одружився з його донькою Б'янкою Марією Вісконті, тоді як Флоренція потрапила під владу Козімо Медічі. Після смерті Вісконті в 1447 році Франческо Сфорца з тріумфом увійшов до Мілана (травень 1450).Тепер сформувалися дві коаліції: Мілан Сфорца об'єднався з Флоренцією Медічі з одного боку, протистояв Венеції та арагонському Неаполітанському королівству з іншого. Головним театром війни залишалася Ломбардія.
У квітні 1452 року Венеційська республіка оголосила війну Міланському герцогству, яке у відповідь перетнуло річку Адда і вторглося в графства Бергамо і Брешія. Однак після початкового успіху міланців із завоюванням Бергамо та значної частини Басса-Брешіана Якопо Піччініно, командувач венеційської армії, навесні 1453 року повернув втрачені венеційські території. Його наступ припинився облогою Понтевіко між 25 і 29 травня, коли Венеція відновила Понтевіко, важливий порт і фортецю на річці Огліо. Протягом літа 1453 року Пічініно багато разів намагався досягти важливого успіху над армією Сфорца, але так і не здобув вирішальної перемоги. Навпаки, міланська армія після битви при Геді 15 серпня завоювала Геді та значну частину Басса-Брешіана.
На початку 1454 року ситуація змінилася: французькі солдати, виснажені війною, роздратовані безперервними зіткненнями з міланцями і усвідомлюючи, що їхня тактика поступається італійській, за згодою Рене Анжуйського вирішили залишити війну. Отже, французька армія вийшла з війни, а Мілан і Венеція вирішили досягти миру. У квітні вони уклали Лодійський мир, компромісну угоду, яка створила основу для загальної згоди між чотирма претендентами, Венецією, Міланом, Флоренцією та Неаполем, під благословенням папи Миколая V, який представляв п'яту силу в Італії. Лодійський мир часто позначають як появу свідомо вираженого європейського політичного принципу балансу сил.

## Виноски
1. ↑  Venice subdued Verona in 1402, Padua in 1405, and the rest of eastern Lombardy, the Venetian terra ferma ("mainland"), the following year. Previously Venice had been strictly a maritime power: her battles with the Republic of Genoa, culminating in the battle of Chioggia, were all fought at sea.
2. ↑  See however the brief War of Ferrara (1482–1484) that was settled by the Peace of Bagnolo.
3. ↑  The extension of Ottoman power into the Balkans and in the Aegean had involved Venice in intermittent warfare since 1415.
4. ↑  Milan controlled Genoa since 1421.
5. ↑  After the demise of the short-lived Ambrosian Republic.